# Markus Scherer
Markus Scherer (Ludwigshafen am Rhein, 20 giugno 1962) è un ex lottatore tedesco, specializzato nella lotta greco-romana.

## Palmarès

### Olimpiadi
- 1 medaglia:
  - 1 argento (Los Angeles 1984 nei pesi mosca-leggeri)